# Henryk Waghalter
Henryk Waghalter (ur. 1 lutego 1869 w Warszawie, zm. 27 sierpnia 1961 w Częstochowie) – polski wiolonczelista, kompozytor i pedagog muzyczny pochodzenia żydowskiego.

## Życiorys
Pochodził z rodziny muzyków, mieszkającej w Polsce od XVII wieku, jego ojciec Abram Waghalter był trębaczem i kontrabasistą. Był bratem Ignacego i Władysława. Studiował w Konserwatorium Warszawskim u Ladislava Aloiza i Antoniego Cinka (wiolonczela) oraz Zygmunta Noskowskiego (kompozycja). Pobierał także lekcje gry na wiolonczeli u Hugo Beckera i Juliusa Klengla oraz kompozycji u Antonína Dvořáka. Po powrocie do Polski wykładał w Konserwatorium Warszawskim, był też nauczycielem w Instytucie Głuchoniemych. Przez wiele lat pełnił funkcję koncertmistrza Teatru Wielkiego w Warszawie, koncertował też jako solista w kraju i za granicą. W czasie okupacji był mieszkańcem getta warszawskiego. Po 1945 roku osiadł w Częstochowie, gdzie uczył w szkołach muzycznych i grał na wiolonczeli w orkiestrze symfonicznej. Był członkiem Związku Kompozytorów Polskich. Pod koniec życia stracił wzrok.
Został odznaczony Orderem Odrodzenia Polski, rosyjskim Orderem Świętego Stanisława I i II Klasy, francuskim Orderem Palm Akademickich, krzyżem kawalerskim Orderu Korony Rumunii, krzyżem kawalerskim i komandorskim Orderu Korony Włoch oraz jednym z orderów papieskich.
W czasie II wojny światowej większość kompozycji Waghaltera zaginęła. Dokonał licznych transkrypcji na wiolonczelę, w tym dzieł Fryderyka Chopina. W 1908 roku opublikował w Warszawie podręcznik Nauka instrumentacji na orkiestrę symfoniczną i wojskową, pozbawiony przykładów nutowych, nisko oceniony przez krytykę.

## Wybrane kompozycje
(na podstawie materiałów źródłowych)

### Utwory orkiestrowe
- 2 symfonie (Es-dur i G-dur)
- Uwertura polska
- Szkice symfoniczne
- 2 suity baletowe
- marsz Evviva l’arte na orkiestrę symfoniczną
- Marche caractéristique na orkiestrę symfoniczną
- Koncert_wiolonczelowy c-moll
- Paraphrase de concert na temat „Halki” S. Moniuszki na wiolonczelę i orkiestrę

### Utwory kameralne
- 2 kwartety smyczkowe (D-dur i G-dur)
- Sonata na wiolonczelę i fortepian
- Concertino na wiolonczelę i fortepian
- Romanza de la sonate pour violoncelle et piano
- Gawot na wiolonczelę i fortepian
- Gawot na wiolonczelę i fortepian
- Fantaisie sur les motives de l’opéra „Faust” na skrzypce i fortepian
- Chanson populaire na skrzypce i fortepian
- Les perles du violoniste, Oeuvres de Karłowicz na skrzypce i fortepian

### Utwory solowe
- Grande polonaise du concert na fortepian
- Chansons sans paroles na fortepian
- Valse lente na fortepian
- Valse lente „Le désir ardent” na fortepian
- Morceau de concert na harfę solo

### Pieśni na głos i fortepian
- Krakowiak, słowa Maria Konopnicka
- Le voyageur triste, słowa Maria Konopnicka
- Nasz sztandar, słowa Maria Konopnicka
- Serenada, słowa Kazimierz Tetmajer

### Utwory sceniczne
- baśń sceniczna w 4 aktach Złota rybka
- komedia muzyczna w 1 akcie Pocałunek
- balet w 2 aktach W ogrodzie